# 靴腳陸龜
靴腳陸龜（學名：[Manouria emys] 错误：{{Lang}}：语言代码：xm 无法识别（帮助）），是世界上第四大的陸龜，也是亞洲原產第一大陸龜，成體可長達60公分，重達40-50公斤。

## 特徵
靴腳陸龜有兩個亞種，除了一般的棕靴腳之外，另一個亞種就是黑靴腳陸龜（[Manouria emys phayrei] 错误：{{Lang}}：语言代码：xm 无法识别（帮助）），體型比一般棕靴腳更大上10公分左右，體色接近全黑，區別不難。靴腳陸龜是草食為主，一般青草蔬果等都能接受，但對動物性蛋白質的接受度比蘇卡達或豹龜高。靴腳陸龜與同屬的麒麟陸龜（[Manouria impressa] 错误：{{Lang}}：语言代码：xm 无法识别（帮助））被認為是最接近原始龜類的陸龜。最明顯的特徵就是牠們又寬又平的背甲甲盾，與一般陸龜圓凸的甲盾大不相同。

## 分布
印度,緬甸,泰國,馬來西亞及印尼